# Euclea tomentosa
Euclea tomentosa är en tvåhjärtbladig växtart som beskrevs av Ernst Meyer och A. Dc. Euclea tomentosa ingår i släktet Euclea och familjen Ebenaceae. Inga underarter finns listade i Catalogue of Life.